# Albín Bráf
Albín Bráf (27. února 1851 Třebíč – 1. července 1912 Roztoky u Prahy) byl český právník, vysokoškolský profesor, národohospodář, politik a novinář.

## Život a činnost
Jeho otec Antonín byl hospodářským úředníkem na třebíčském a nebílovském valdštejnském panství, matka Marie pocházela z měšťanské rodiny Trávníčků, třebíčských barvířů sukna.
Ve svých deseti letech byl poslán do Prahy studovat na Akademické gymnázium, kde prefekt Václav Kliment Klicpera již zavedl český vyučovací jazyk. Po úspěšném absolvování gymnázia vstoupil v roce 1869 na právnickou fakultu Karlo-Ferdinandovy univerzity v Praze. Rodina se po otcově smrti ocitla v tíživých materiálních podmínkách, proto se Albín Bráf musel sám při studiu živit doučováním. Studoval velmi úspěšně a závěrečnou rigororózní zkoušku, jejíž hlavní obsah tvořilo národní hospodářství a finanční věda, složil jednomyslně s vyznamenáním v roce 1874.
11. listopadu 1874 založil při Všehrdu národohospodářský odbor, jehož se stal předsedou a začal pracovat jako praktikant u trestního soudu. Díky prof. Eberhardu Jonákovi, ale i z materiálních důvodů připravoval ke zkouškám příslušníky několika hraběcích rodin. Styk s konzervativní českou aristokracií ovlivnil i jeho politické postoje. Jeho touha po učitelské dráze se v krátké době, a to ještě v roce 1874 splnila. Stal se totiž profesorem národního hospodářství a obchodní statistiky na Českoslovanské akademii obchodní v Resslově ulici v Praze. Roku 1877 byl na základě habilitační práce a vysoce hodnocené přednášky na téma „O vývoji svobody hospodářské“ jmenován soukromým docentem národního hospodářství na pražské České technice. Byly mu svěřeny již honorované přednášky o zákonech stavebních a železničních. V roce 1879 po smrti prof. Eberharda Jonáka, byl Bráf schválen suplentem národního hospodářství a statistiky na České technice, současně s vyučováním na obchodní akademii, která pro něj byla hlavním hmotným zabezpečením a přípravou pro vysokoškolskou profesuru. Na základě své práce „Studie o severočeských dělnických poměrech“ (1881) byl v lednu roku 1882 jmenován mimořádným profesorem národního hospodářství na právnické fakultě Karlovy-Ferdinandovy univerzity, v roce 1885 byl ve své funkci definitivně potvrzen a v roce 1890 byl jmenován řádným profesorem politické ekonomie. Stal se tak prvním českým profesorem ekonomie na obnovené české univerzitě Karlově-Ferdinandově v Praze a přednášel tam jako první v češtině. Podílel se významnou měrou na vytvoření českého národohospodářského názvosloví a je považován za zakladatele české národohospodářské školy. Sám sice nevytvořil své vlastní ekonomické teorie, ale byl prvním velikým praktikem ekonomie u nás. Vytvořil program Dovršení národního obrození, který byl charakterizován jako cesta od rovnocennosti k rovnomocnosti, což znamenalo vyrovnání se na poli ekonomiky s úspěchy v oblasti kulturní, jazykové a politické.
Politicky zakotvil u staročechů, pod ochranou svého tchána Františka Ladislava Riegra. Nebyl zdaleka tak konzervativní jako jeho strana, patřil již k jiné generaci, což se projevilo například při poradách českých a německých politiků o česko-německém vyrovnání. Chápal ekonomické souvislosti v plné šíři a všímal si zároveň sociálního postavení dělnictva. Postupně se stal nejvýznamnějším představitelem strany staročeské, což vedlo k tomu, že se stal předmětem četných útoků zejména ze strany mladočechů.
Byl poslancem českého sněmu (1883–1895), členem zemského výboru a roku 1905 byl jmenován doživotním členem panské sněmovny, kde patřil ke konzervativní pravici. V únoru roku 1909 byl jmenován ministrem zemědělství (tehdy orby) Rakousko-Uherské říše v Bienerthově vládě, kde mimo jiné sledoval výhody pro české hospodářství. Avšak již v listopadu téhož roku podal demisi na protest proti omezování českého vyučovacího jazyka v alpských zemích a vrátil se jako ministr na odpočinku a čestný profesor české univerzity k pedagogické činnosti. Pod velkým nátlakem shora přijal Bráf v listopadu 1911 opět funkci ministra orby, tentokráte již ve Stürgkhově vládě. Stál při založení Zemské banky, v roce 1890 České akademie věd a umění, při níž založil Národohospodářský ústav, dále se zasloužil o zřízení třebíčské obchodní akademie. V resortu školství působil jako inspektor rakouského obchodního školství (od roku 1900). V roce 1903 vypracoval učební osnovy obchodního školství v podstatě platné až do roku 1948.
Svou jedinečnou roli sehrál po roce 1896 v sociálně-demokratické Dělnické akademii, kde přednášel spolu s Masarykem a Kaizlem. V roce 1905 byl autorem národohospodářské části programu své strany a právě tato část je dodnes hodnocena z celého programu, co do kvality a velkorysosti, nejvýše.
Jeho aktivity byly velmi široké a dokázal vychovat řadu zdatných následovníků. Byl spoluzakladatelem družstevní záložny Důvěra, a až do své smrti působil jako její starosta. Když 1. července 1912 jednašedesátiletý Bráf zemřel, jeho ekonomický národní program měl již řadu odborných zástupců. Pohřeb se konal 4. července 1912 na Vyšehradě za účasti představitelů císařského dvora, za široké účasti představitelů státního, hospodářského, vědeckého i literárního života. Je pohřben v Praze na vyšehradském hřbitově, ve 14.oddělení, hrob číslo 10.

## Soukromý život
Oženil se v Praze v kostele u sv. Štěpána 13. února 1888 s Libuší Riegerovou, dcerou Františka Ladislava Riegra. Měli jediné dítě – syna Václava (narozen 6. listopadu 1888), který nastoupil na právnickou fakultu, aby pokračoval v otcově profesi. Václav Bráf zemřel 25. května 1908 ve věku 19 let v pruském Görbersdorfu.
Na rodném domě Albína Bráfa je umístěna pamětní deska (odhalena 18. září 1927, odhalení se účastnil třebíčský rodák a ředitel obchodní akademie v Brně Jan Strnad), v Třebíči nese jeho jméno obchodní akademie a jedna z hlavních ulic.

## Dílo
Většinu svých prací publikoval v časopisech (zejm. Athenaeum, Českomoravský národní hospodář, Osvěta, Právník, Schiften des Vereines für Sozialpolitik) a sbornících (např. Sborník věd právních a státních). Hlavní jeho spisy byly vydány posmrtně v souborech Albín Bráf. Život a dílo (5 svazků, 1922–24), který obsahuje cenné Paměti a podrobnou autorovu biografii Josefa Grubera.

### Bibliografie

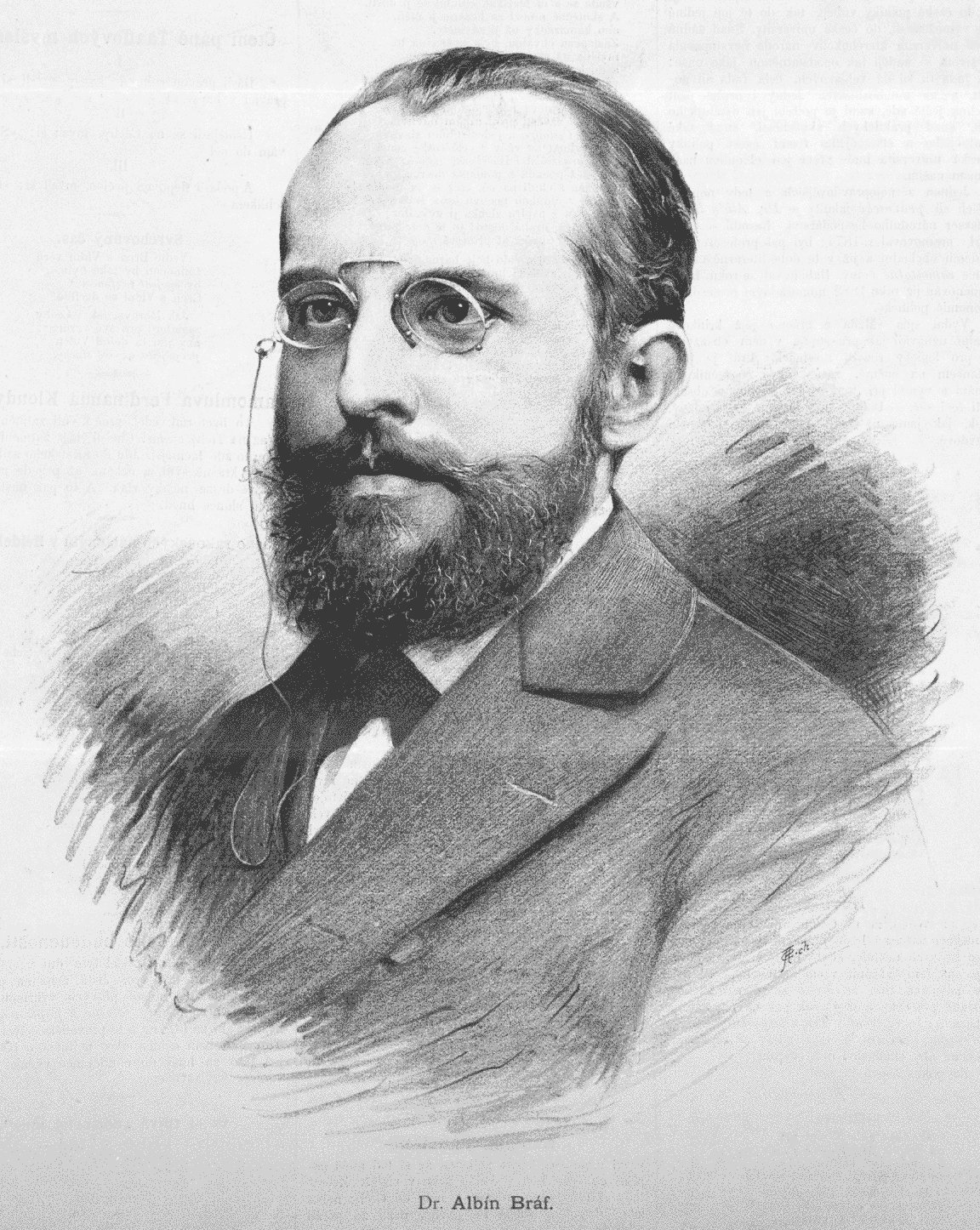
Albín Bráf (kreslil Jan Vilímek 1886, z archivu ÚČL AV ČR)